# Božena Böhmová
Božena Böhmová (Přísečná, 1925. február 22. – 2020. július 25.) cseh színésznő.

## Fontosabb filmjei
Mozifilmek
- Výstraha (1953)
- Gyárvár (Botostroj) (1954)
- Oranžový měsíc (1962)
- Handlíři (1964)
- Kdy brečí muži (1964)
- Csintamánok (Čintamani & podvodník) (1965)
- Betörők cinkosa (Dva tygři) (1966)
- A hős, aki fél (Hrdina má strach) (1966)
- Férfiak hallgatása (Mlčení mužů) (1969)
- Hetedik nap, nyolcadik éjszaka (Den sedmý, osmá noc) (1969)
- Gyászszertartás (Smuteční slavnost) (1969)
- Korda kapitány (Kapitán Korda) (1970)
- Ismét átugrom a pocsolyákat (Už zase skáču přes kaluže) (1971)
- Öt férfi, egy szív (Pět mužů a jedno srdce) (1971)
- Velké trápení (1975)
- Illünk egymáshoz, drágám? (Hodíme se k sobě, miláčku...?) (1975)
- Vállalom, főnök! („Já to tedy beru, šéfe...!“) (1978)
- Matyi, miért nem szeretnek a lányok? (Matěji, proč tě holky nechtějí?) (1981)

Tv-sorozatok
- Zeman őrnagy (30 případů majora Zemana) (1977, egy epizódban)
- Nők a pult mögött (Žena za pultem) (1977–1978, három epizódban)
- Kórház a város szélén (Nemocnice na kraji města) (1978–1981, három epizódban)

## További információ
- Božena Böhmová a PORT.hu-n (magyarul)
- Božena Böhmová az Internetes Szinkronadatbázisban (magyarul)
- Božena Böhmová az Internet Movie Database-ben (angolul)